# Rob Verreycken
Robrecht (Rob) Verreycken (Wilrijk, 22 augustus 1970) is een Belgisch politicus voor Vlaams Belang.

## Levensloop
Rob Verreycken studeerde in 1994 af als licentiaat in de rechten aan de Universitaire Instelling Antwerpen. Hij werd beroepshalve van 1995 tot 2005 advocaat aan de Balie van Brussel, alsook werkte hij halftijds als coördinator voor de juridische dienst van het Vlaams Blok.
Hij is de zoon van Wim Verreycken, die in 1978 een van de oprichters van het Vlaams Blok was. Hij schreef onder de schuilnaam 'Rover' meerdere artikels in het VNJ-tijdschrift Storm. Hij was buiten het VNJ ook actief in de NSV-afdeling in Antwerpen, waarvan hij van 1991 tot 1992 preses was. Hij was van 2001 tot 2004 Antwerps gemeenteraadslid voor het VB ten tijde van de Visa-affaire. 
Bij de derde rechtstreekse Vlaamse verkiezingen van 13 juni 2004 werd hij verkozen in de kieskring Antwerpen. Hij nam midden april 2006 ontslag als Vlaams Parlementslid, waarna hij werd opgevolgd door Hilde De Lobel.
In 1995 was hij medestichter van de jaarlijkse IJzerwake. In 1996 werd hij tot 9000 frank boete veroordeeld voor slagen aan PVDA-voorman Kris Merckx. Dit incident vond plaats op de Meir te Antwerpen in september 1991, nadat hij had gezien dat het slachtoffer campagne stond te voeren in aanloop van de verkiezingen van november.
Einde jaren negentig publiceerde hij het boek 'De VMO van Bob en Wim Maes'. In de jaren 1990 kwam het in Antwerpen vaak tot botsingen tussen rechtse en linkse militanten.  Verreycken is in 2001 gedagvaard geweest voor verschillende feiten. Hij werd echter vrijgesproken.
Begin jaren 2000 was hij als advocaat verantwoordelijk voor de juridische dienst van het Vlaams Belang. Hij liet een 'zwarte lijst' van De Post veroordelen door de Raad van State, liet de eerste antidiscriminatiewet vernietigen door het toenmalige Arbitragehof (nu Grondwettelijk Hof) en pleitte in het proces tegen het Vlaams Blok.
Zijn verkiezing tot parlementslid in 2004 verliep niet onopgemerkt doordat hij in de aanloop naar de stembusgang in opspraak was gekomen vanwege herhaaldelijke fysieke aanvallen op zijn vrouw. De krant De Morgen werd voor haar berichtgeving over de zaak veroordeeld en moest een recht van antwoord afdrukken. Hij verhuisde in hetzelfde jaar naar zijn vader Wim Verreycken in Sint-Niklaas, waar hij van 2007 tot 2012 OCMW-raadslid was.
In maart 2006 nam hij ontslag als Vlaams Parlementslid na wangedrag in het Vlaams Parlement, waarbij Verreycken de vlag van de N-VA neerhaalde en vertrappelde, nadat hij zou hebben gezien hoe leden van deze partij brochures van Vlaams Belang in de vuilnisbak hadden gegooid. Naar eigen zeggen stapte Verreycken op omdat zijn partij door de voortdurende kritiek op zijn persoon politieke schade dreigde op te lopen. Na zijn vertrek uit het Vlaams Parlement was Verreycken tot in 2014 politiek adviseur voor de niet-fractiegebonden parlementsleden in het Europees Parlement, voor de Vlaams Belang-Europarlementsleden Frank Vanhecke en Philip Claeys. Nadien werd hij parlementair medewerker van het Duitse Europarlementslid Udo Voigt van de rechtsnationalistische partij NDP.
Tussen 2007 en 2010 vormde hij met Marie-Rose Morel de 'vakbondscel' van Vlaams Belang, die vermeende wantoestanden bij de traditionele vakbonden aanklaagde. In 2010 publiceerde hij het boek Welkom in Vakbondistan met voorwoord van Marie-Rose Morel. In december 2011 werd bekend dat hij niet meer mocht opkomen op de lokale lijst van het Vlaams Belang in Sint-Niklaas.
In 2012 stichtte hij mee de Vlaamse Solidaire Vakbond (VSV), waarvan hij tevens voorzitter was. Hij is ook een van de bestuurders van de nieuwssite RechtsActueel.
Zijn zoon Gunnar liet zich in 2019 fotograferen toen hij met de Right Wing Resistance de Hitlergroet bracht in het Fort van Breendonk. Hij werd daarvoor vervolgd